# Korderoj

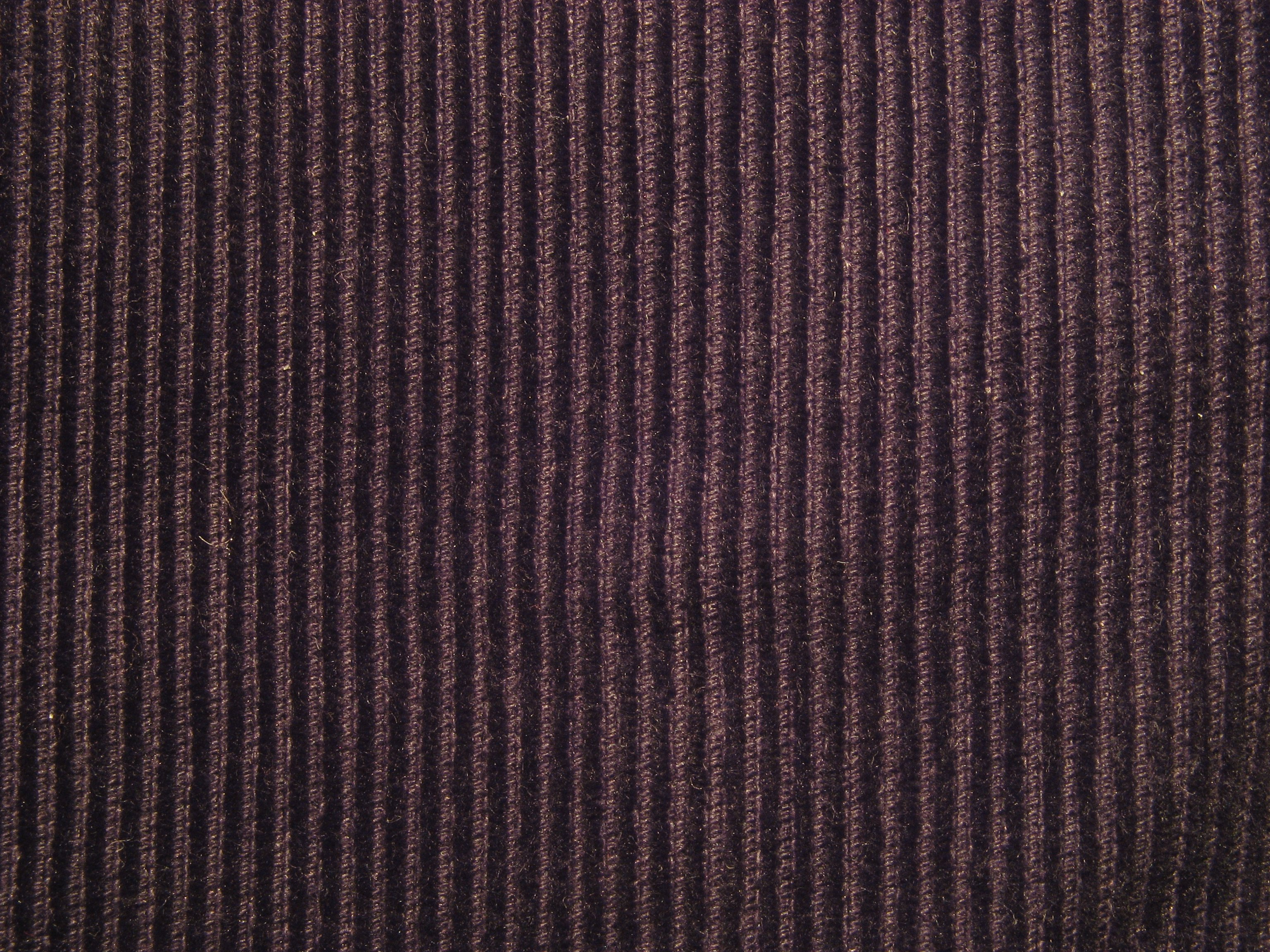
Bomullskorderoj

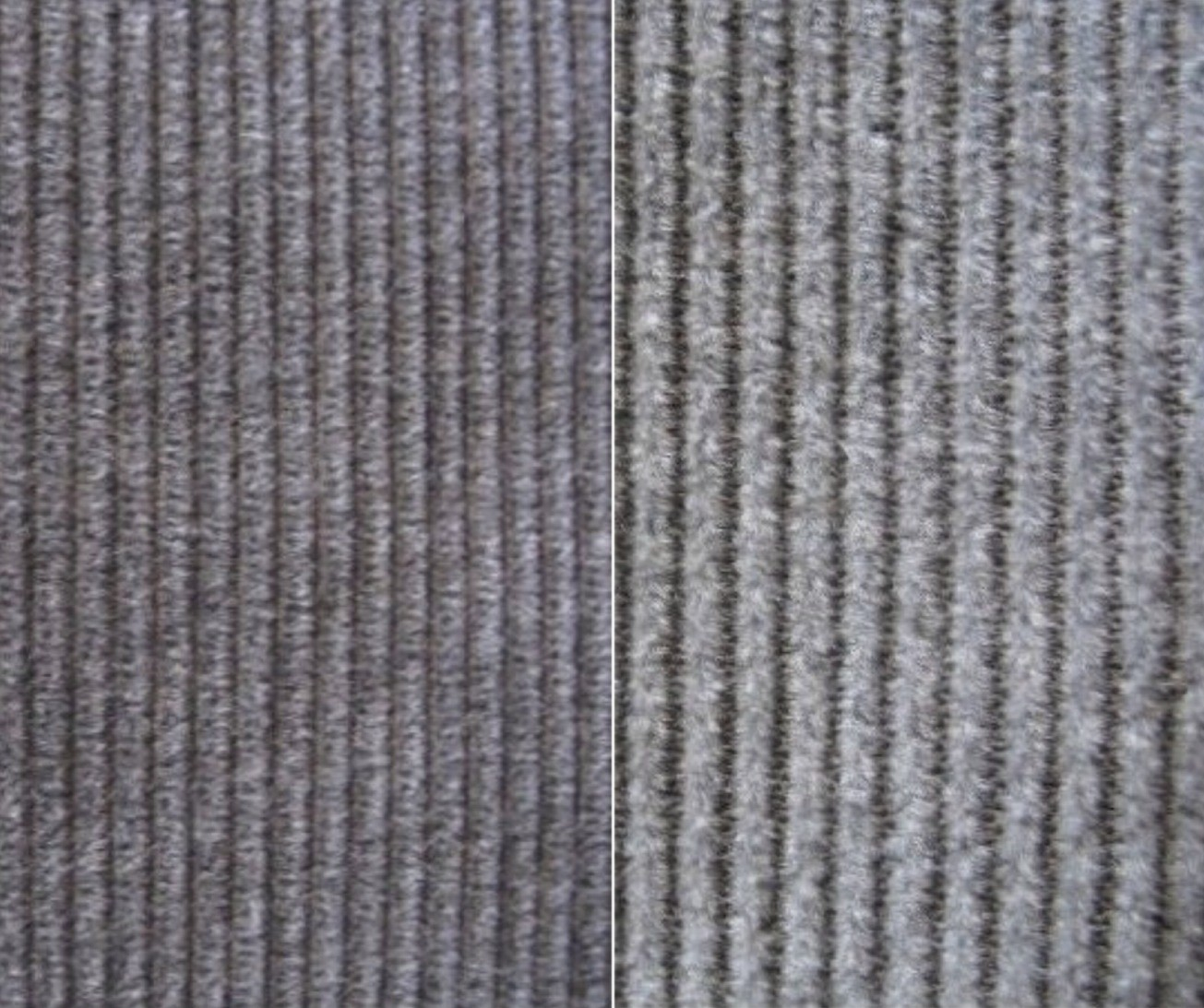
Bomullskorderoj (vänster), ullkorderoj (höger)

Korderoj  (från engelska corduroy, manchester) är ett äldre begrepp inom textilbranschen. Det kan dels beteckna en äldre typ av tungt, starkt engelsktillverkat manchestertyg där rändernas lugg utgörs av ett separat inslag. Detta tyg ansågs emellertid urmodigt redan i början av 1900-talet. Det kan beteckna antingen svensktillverkade ylletyger eller ylle-/bomullstyger av två eller flera färger.
Namnet är ursprungligen en sammansättning av de engelska orden cord och duroy, där cord betyder snöre och duroy är en typ av grovt bomullstyg. Föreställningen att namnet skulle komma av franskans corde du roi – kunglig tråd – är en folketymologi.